# Zygoballus gracilipes
Zygoballus gracilipes är en spindelart som beskrevs av Jocelyn Crane 1945. 
Zygoballus gracilipes ingår i släktet Zygoballus och familjen hoppspindlar. Inga underarter finns listade i Catalogue of Life.

## Bildgalleri

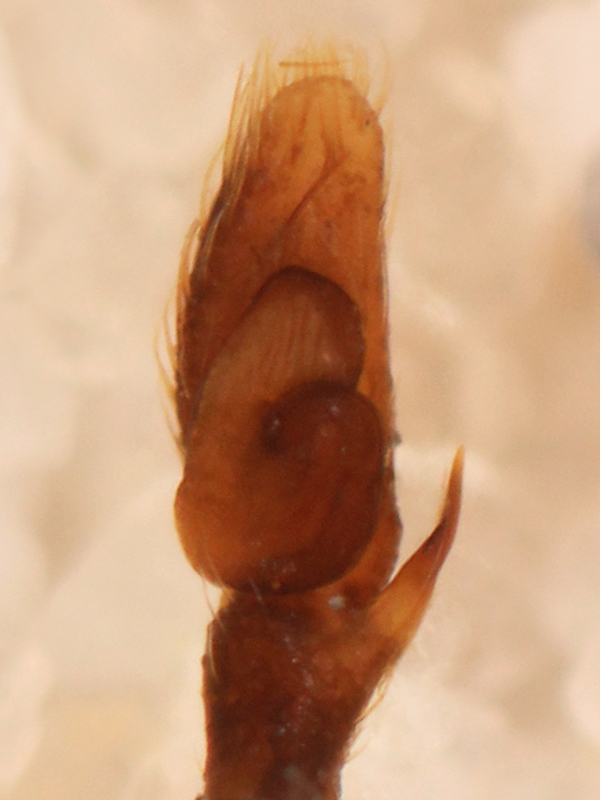